# Earupt
Earupt is een Belgische progressievemetalband, afkomstig uit de regio Zottegem/Oudenaarde. De band werd opgericht in 2009.

## Geschiedenis
Earupt werd opgericht in 2009. Het debuutalbum Belief/Relief verscheen in 2013. Het album kon rekenen op positieve recensies, al was er ook kritiek op de houterige stijl. Een tweede album genaamd Elements volgde in 2019. De opnames van het album hadden twee jaar geduurd. Elements werd over het algemeen goed ontvangen; sommige nummers werden vergeleken met die van Pantera en Van Halen. Ook werd het album beschreven als oldschool met een experimenteel randje. Wel uitte metalwebsite en webzine Zware Metalen kritiek op de saaie basdrum en te veel zoetsappigheid in de refreinen.
Tijdens de coronapandemie werd aan een derde album gewerkt. Het album verscheen in 2023 onder de naam Nihilosophy (verwant aan nihilisme). De band zei erover:
Nihilosofie is de wetenschappelijke studie of interpretatie van ‘het niets’. […] Je wordt geboren met niets en als je sterft vertrek je met niets.
Het album was tevens het laatste met drummer Thijs Lammertyn. Nihilosophy kon rekenen op gemengde kritieken. De algemene indruk varieerde van aangenaam tot een unieke eigen stijl, maar er was wel kritiek op de geleverde solo's, elektronische tussenstukjes en het niet goed aansluiten van de teksten bij het concept.

## Stijl
Earupt combineert groovemetal met alternatieve en progressieve elementen. In de songteksten wordt regelmatig kritiek geuit op de maatschappij en er worden sociale en persoonlijke thema's in verwerkt. Gitarist Walter Snoeck levert het meeste werk aan.

## Discografie

### Albums
| Jaar | Titel         |
| ---- | ------------- |
| 2013 | Belief/Relief |
| 2019 | Elements      |
| 2023 | Nihilosophy   |